# Chony Fuentes
Ascensión Fuentes García, más conocida como Chony Fuentes (Madrid, España, 23 de marzo de 1948), es una exmodelo, maestra de actuación y primera actriz de cine, teatro y televisión española-venezolana. Conocida por telenovelas como Cristal, Topacio, Inés Duarte, secretaria y haber integrado el elenco de Bienvenidos de Miguel Ángel Landa.

## Biografía
Nació en Madrid (España) el 23 de marzo de 1948. La mayor de cinco hermanos, su padre fue el militar español José Fuentes y su madre era argentina. Vivió su niñez en Argentina. Quería estudiar ballet pero su padre no la dejó, a los 11 años se dedicó al modelaje.
Su debut en televisión fue en el canal de televisión argentino "Mar de Plata".
En 1963, se mudó con su familia a Venezuela, donde vivía uno de los hermanos de su madre. 
Después de la muerte de su padre la futura actriz trabajó como vendedora en la tienda de perfumes y cosméticos para ayudar a su familia. Al mismo tiempo, estudió medicina en la universidad y era modelo de ropa intima.
Durante uno de sus desfiles, uno de los clientes se le acercó, era un productor de televisión que le ofreció participar en el programa de televisión Haga negocios con Avalos (canal VTV), como modelo.
Su primera oportunidad como actriz fue en el programa Martes monumental, donde comenzó haciendo sketchs con Germán Freites, bajo la dirección de Román Valdés, después apareció en El y ella, donde Miguel Ángel Landa le dio una oportunidad de trabajar con él, por cuatro años, a la par hacía pequeños personajes en novelas.
Como actriz también apareció en el programa Matrimonio a la venezolana. 
Debuta en televisión en la película Boves el Urogallo de Román Chalbaud en VTV como Unes Corrales, la esposa de Tomás Boves.
Hizo su debut cinematográfico en 1971 en la película "Sin FIN" del famoso director Clemente de la Cerda.
Estuvo casada dos veces, ahora divorciada. Su primer esposo de fue el director de televisión George Quintero, con el cual estuvo casada por tres años es el padre de su hija Giorgina Quintero.
Su segundo esposo fue el director Gabriel Walfenzao, quien dirigió la telenovela La mujer prohibida y Alma mía.
En 1982 Chony Fuentes protagonizó la película Los criminales, junto a Miguel Ángel Landa, Rafael Briceño, Alicia Plaza, Grecia Colmenares, dirigida por Clemente de la Cerda. 
Como actriz de televisión actuó en telenovelas y series de VTV, RCTV y Venevisión.
En el teatro trabajó junto a Guillermo González, haciendo presentaciones en el interior de Venezuela.

## Filmografía

### Telenovelas
- 2005. El amor las vuelve locas ... Yolanda
- 2004. Amor del bueno
- 2003. Cosita rica… Hilda
- 2001. Más que amor, frenesí ... Pepita Pacheco
- 2000. Hechizo de amor ... Fedora de Antúnez
- 1999. Toda mujer
- 1999. Luisa Fernanda ... Doña Liliana de Arismendi
- 1997. Destino de Mujer ... Irma
- 1992. Cara Sucia ... Rebeca
- 1991. Inés Duarte, secretaria ... Lucrecia Martán
- 1991. Mundo de fieras ... Julia Bayun
- 1989. La sombra de Piera ... Florentina
- 1987. Roberta ... Amparo
- 1985. Rebeca
- 1985. Cristal ... Laura Galvani
- 1984. Topacio ... Hilda Vda. de Sandoval
- 1983. Leonela ... Nieves María #2
- 1980. El esposo de Anaís
- 1980. Rosa Campos, provinciana ... Teresa
- 1979. Estefanía ... Gladys Negreti
- 1978. El ángel rebelde ... Teresa
- 1977. La señora de Cárdenas ... Angélica Rodríguez
- 1977. TV Confidencial ... Layla
- 1977. Resurrección ... Mariana
- 1976. Sonia[4]
- 1976. Sabrina ... Blanca
- 1975. Alejandra ... Alejandra Montalvo
- 1975. Valentina ... Lady
- 1975. La Trepadora
- 1974. Boves, el Urogallo ... Inés Corrales
- 1973. Raquel ... Charito[5]
- 1972. Sacrificio de Mujer ... Maritza[6]

### Programas, miniseries y unitarios
- 1999-2001. Bienvenidos de Miguel Ángel Landa
- 1991. Sangre negra
- 1986. Mansión de Luxe ... Consuelo
- 1986. La última oportunidad de Magallanes
- 1985. La noche del muerto
- 1982. Se alquilan habitaciones
- 1980. Gómez
- 1976. A millón muchachos ... Crucita Arredondo
- 1975. Incurables
- 1974. María ... María

### Películas
- 1971. Sin fin
- 1973. Cuando quiero llorar no lloro
- 1978. El cabito
- 1980. Mujeres, mujeres y… mas mujeres
- 1980. El regreso de Sabina
- 1982. Los criminales
- 1986. Pirañas de Puerto